# TI-Nspire

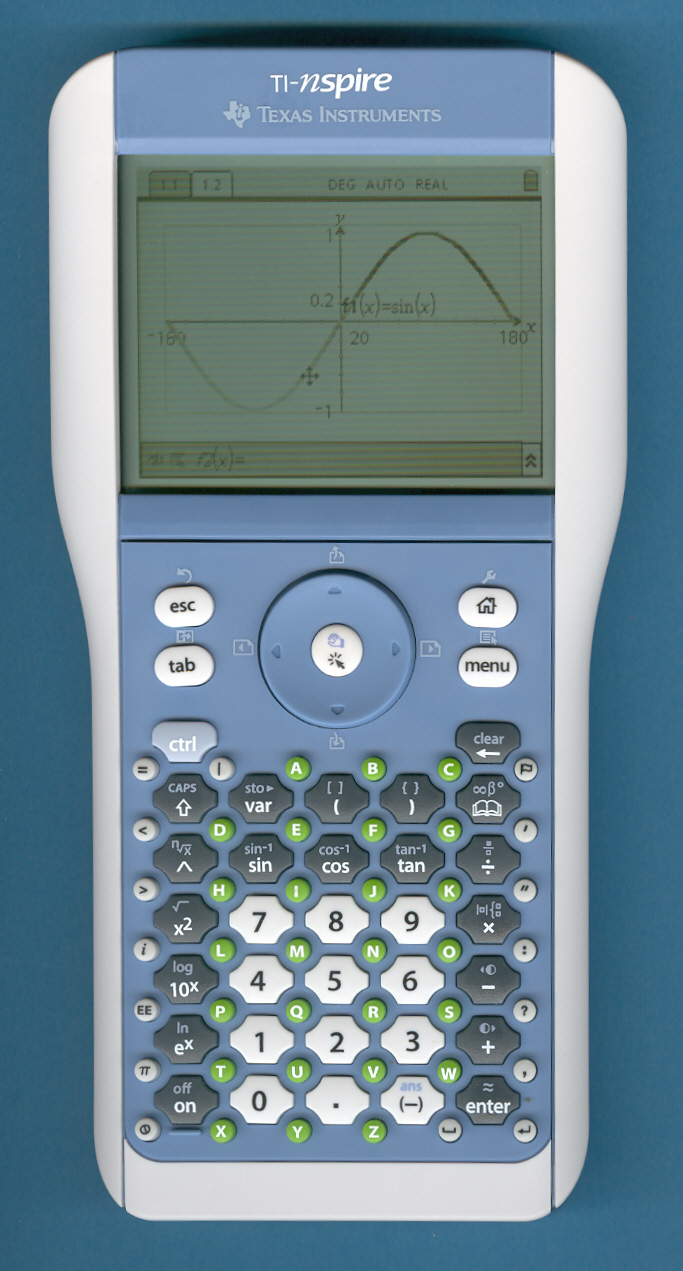
TI-Nspire con tastiera

TI-Nspire è una famiglia di prodotti creati da Texas Instruments e in commercio a partire dalla primavera del 2007. 
È composta da:
- TI-Nspire CAS Palmare: Calcolatrice grafica simbolica con sistema CAS (Computer Algebra System), chiamata anche palmare viste le caratteristiche hardware).
- TI-Nspire Palmare: Calcolatrice grafica senza sistema CAS e possibilità di sostituire il tastierino con un layout semplificato derivato dai modelli TI-83 e TI-84 per renderla utilizzabile in determinate tipologie di esami secondo i regolamenti scolastici Stati Uniti d'America (SAT e ACT ad esempio).
- TI-Nspire CAS Software: Software per Windows (versione Mac OS disponibile nel 2008 con funzioni analoghe a quelle della calcolatrice TI-Nspire CAS Palmare)

## Caratteristiche hardware dei palmari TI-Nspire/TI-Nspire CAS
- Memoria totale: 32 MB di tipo NAND Flash, 32 MB SDRAM e 512 kB di memoria NOR Flash.
- Memoria disponibile: 27,8 MB
- Processore: ARM 9 100 MHz
- Display: 320x240, 16 livelli di grigio
- Porta USB
- Sistema per il controllo del cursore (chiamato NavPad)
- Alimentazione: 4 batterie AAA

L'ambiente di lavoro può essere suddiviso in 2, 3 o 4 aree visualizzabili anche contemporaneamente: Algebra, Grafici e Geometria, Foglio di Calcolo, Note/Testo, Dati e Statistiche.
La parte di geometria è realizzata dagli sviluppatori del software per PC/MAC Cabri II Plus (noto anche come Cabri Géomètre).
È compatibile con sensori per l'acquisizione dati tramite la porta USB come CBR 2 (misuratore di posizione/distanza ad ultrasuoni) di Texas Instruments ed Easy Temp (sonda di temperatura USB) della Vernier Software & Technology.